# Sonet wzdłużony
Sonet wzdłużony (wł. sonetto caudato) – utwór realizujący model stroficzny sonetu z dodatkową zwrotką trójwersową lub kilkoma takimi zwrotkami. Sonety tego typu najczęściej się rymują abba abba cdc dcd dee. Występuje przede wszystkim w literaturze włoskiej. Przykłady można odnaleźć między innymi w poezji Michała Anioła Buonarrotiego.
I’ ho già fatto un gozzo in questo stento,
coma fa l’acqua a’ gatti in Lombardia
o ver d’altro paese che si sia,
c’a forza ’l ventre appicca sotto ’l mento.
La barba al cielo, e la memoria sento
in sullo scrigno, e ’l petto fo d’arpia,
e ’l pennel sopra ’l viso tuttavia
mel fa, gocciando, un ricco pavimento.
E’ lombi entrati mi son nella peccia,
e fo del cul per contrapeso groppa,
e ’ passi senza gli occhi muovo invano.
Dinanzi mi s’allunga la corteccia,
e per piegarsi adietro si ragroppa,
e tendomi com’arco sorïano.
Però fallace e strano
Surge il iudizio che la mente porta,
ché mal si tra’ per cerbottana torta.
La mia pittura morta
difendi orma’, Giovanni, e ’l mio onore,
non sendo in loco bon, né io pittore.